# Giovanni Cittadella
Giovanni Cittadella (Padova, 7 marzo 1806 – Padova, 21 dicembre 1884) è stato un politico italiano.
Il conte Giovanni Cittadella Vigodarzere di ideali liberali nel 1848 collaborò con il governo di Manin come diplomatico, dopo il ritorno degli austriaci abbandonò la politica per dedicarsi agli studi di storia. 
Fu presidente dell'Istituto veneto di scienze, lettere ed arti tra il 1845-1847, ma ne venne espulso nel periodo di influenza austriaca tra il 1854-1857. Durante la terza guerra di indipendenza fece parte della Giunta di Padova e nel 1866, dopo l'annessione al Regno d'Italia divenne senatore. Il suo maggiore interesse rimase comunque la ricerca storica di impronta nazionalista-monarchica.